# Wołkusze
Wołkusze [vɔu̯ˈkuʂɛ] est un village polonais de la gmina de Kuźnica dans le powiat de Sokółka et dans la voïvodie de Podlachie. Il se situe à environ 5 kilomètres au sud-ouest de Kuźnica, à 11 kilomètres au nord-est de Sokółka et à 50 kilomètres au nord-est de Białystok. 